# Atheta pallidicornis
Atheta pallidicornis är en skalbaggsart som först beskrevs av Thomson 1856.  Atheta pallidicornis ingår i släktet Atheta och familjen kortvingar. Arten är reproducerande i Sverige. Inga underarter finns listade i Catalogue of Life.